# Philibert Humbla (jurist)

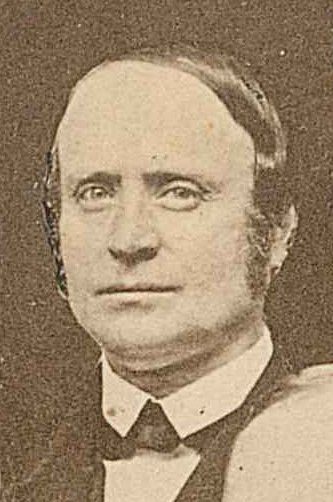
Philibert Humbla ur ett fotocollage från 1868.

Philibert Humbla, född den 14 september 1814 i Karlskrona, död den 15 januari 1891 i Lund, var en svensk rättslärd. 
Humbla blev 1843 docent, 1845 adjunkt och 1866 professor, allt inom juridiska fakulteten vid Lunds universitet, där Humbla företrädde flera olika discipliner, under de sista årtiondena av sitt liv civilrätt, och författade åtskilliga avhandlingar, däribland Om obestämda strafflagar (1850), Inledning till läran om stöld och snatteri (1862) och Om vilkoren för eganderättens öfvergång vid köp af fast gods (1865). Vid jubelfesten 1868 blev Humbla juris hedersdoktor.
Humbla är begraven på Östra kyrkogården i Lund.
Han var far till borgmästaren Philibert Humbla och farfar till museimannen Philibert Humbla samt till konstnärerna Ivan och Sture Humbla.